# مسابقة الأغنية الأوروبية 1956
كانت مسابقة الأغنية الأوروبية عام 1956 هي النسخة الافتتاحية من مسابقة الأغنية الأوروبية. أُقيمت هذه النسخة في لوغانو، سويسرا، وعقدت في تياترو كورسال يوم الخميس الموافق للرابع والعشرين من أيّار/مايو 1956.

## الدول المشاركة

الدول المشاركة

شاركت سبع دول في هذه المسابقة الأولى - بلجيكا وفرنسا وإيطاليا ولوكسمبورغ وهولندا وسويسرا وألمانيا الغربية (تم تحديدها ببساطة باسم «ألمانيا» في المسابقة). ويعتقد أن النمسا والدنمارك مهتمتان أيضًا بالمشاركة؛ ومع ذلك، ورد أن المذيعين من تلك البلدان فاتتهم نقطة قطع الدخول. ستبث هاتان الدولتان، بالإضافة إلى المملكة المتحدة، المسابقة إلى جانب الدول المشاركة، مع هيئة الإذاعة البريطانية (BBC) في المملكة المتحدة بعد أن اختارت عدم إرسال مشاركة في هذا الحدث لصالح تنظيم مسابقتهم الخاصة، مهرجان الأغاني الشعبية البريطانية. تم تحديد ترتيب البلدان والأغاني من قبل المذيعين السويسريين فنياً، مع مدخلات ودعم من قبل المخرجين الموسيقيين من كل بلد
| R/O | الدولة    | الفنان               | الأغنية                           | اللغة     |
| --- | --------- | -------------------- | --------------------------------- | --------- |
| 1   | هولندا    | جيتي بيرل            | "De vogels van Holland"           | الهولندية |
| 2   | سويسرا    | ليس آسيا             | "Das alte Karussell"              | الألمانية |
| 3   | بلجيكا    | فود لوكلير           | "Messieurs les noyés de la Seine" | الفرنسية  |
| 4   | ألمانيا   | والتر أندرياس شفارتز | "Im Wartesaal zum großen Glück"   | الألمانية |
| 5   | فرنسا     | ماتي ألتيري          | "Le temps perdu"                  | الفرنسية  |
| 6   | لوكسمبورغ | ميشيل أرنو           | "Ne crois pas"                    | الفرنسية  |
| 7   | إيطاليا   | فرانكا ريموندي       | "Aprite le finestre"              | الإيطالية |
| 8   | هولندا    | كوري بروكين          | "Voorgoed voorbij"                | الهولندية |
| 9   | سويسرا    | ليس أسيا             | "Refrain"                         | الفرنسية  |
| 10  | بلجيكا    | موني مارك            | "Le plus beau jour de ma vie"     | الفرنسية  |
| 11  | ألمانيا   | فريدي كوين           | "So geht das jede Nacht"          | الألمانية |
| 12  | فرنسا     | داني داوبيرسون       | "Il est là"                       | الفرنسية  |
| 13  | لوكسمبورغ | ميشيل أرنو           | "Les amants de minuit"            | الفرنسية  |
| 14  | إيطاليا   | تونينا توريلي        | "Amami se vuoi"                   | الإيطالية |

## البث
كان مطلوبًا من كل مذيع مشارك أن ينقل المسابقة عبر شبكاته. كان المذيعون غير المشاركين في اتحاد الإذاعات الأوروبية قادرين على نقل المسابقة كـ «مشاركين سلبيين». بالإضافة إلى القنوات التلفزيونية للمذيعين السبعة المشاركين وثلاثة مذيعين سلبيين غير مشاركين، تم بث المسابقة أيضًا على الهواء مباشرة على سبع شبكات إذاعية وتم تسجيلها لإرسالها لاحقًا بواسطة 13 مذيع. المملكة المتحدة أخذت BBC بثًا مباشرًا جزئيًا للحدث، وانضمت إلى 45 دقيقة في المسابقة وعرضت المجموعة الثانية فقط من الإدخالات من كل دولة. تمكن المذيعون من إرسال معلقين لتوفير تغطية للمسابقة بلغتهم الأم ولإيصال معلومات عن الفنانين والأغاني إلى مشاهدي التلفزيون. التفاصيل المعروفة عن البث في كل بلد، بما في ذلك محطات البث المحددة والمعلقين، موضحة في الجداول أدناه.
من المعروف أنه لا توجد لقطات فيديو للمسابقة بأكملها، حيث أن اللقطات الوحيدة المعروفة هي مقاطع للأداء المعاد إنتاج الأغنية الفائزة عبر النشرة الإخبارية والتسجيلات الأخرى. على هذا النحو، هذه واحدة من نسختين فقط من المسابقة، إلى جانب مسابقة عام 1964، لعدم الاحتفاظ بتسجيلات فيديو للحدث الكامل. ومع ذلك، فقد نجا الصوت في معظم المسابقة، وفقد جزءًا فقط من الفعل الفاصل، وأسفرت محاولات العثور على المواد السمعية والبصرية المتعلقة بالمسابقة عن بعض النتائج في السنوات الأخيرة، بما في ذلك ذاكرة تخزين كبيرة للصور وبعض مقاطع الفيديو لقطات التقطها المصور السويسري فينسينزو فيكاري من داخل المكان.
| الدولة    | المذيعون            | المعلقون         | Ref(s)        |
| --------- | ------------------- | ---------------- | ------------- |
| بلجيكا    | INR                 | مجهول            | [ 6 ]         |
| بلجيكا    | NIR                 | مجهول            | [ 6 ]         |
| فرنسا     | RTF                 | مجهول            | [ 7 ] [ 8 ]   |
| فرنسا     | Paris-Inter         | مجهول            | [ 9 ]         |
| ألمانيا   | ARD                 | مجهول            | [ 6 ]         |
| إيطاليا   | Programma Nazionale | Franco Marazzi   | [ 10 ] [ 11 ] |
| إيطاليا   | Secondo Programma   | Franco Marazzi   | [ 11 ]        |
| لوكسمبورغ | Télé-Luxembourg     | Unknown          | [ 7 ] [ 12 ]  |
| هولندا    | NTS                 | Piet te Nuyl Jr. | [ 6 ] [ 13 ]  |
| سويسرا    | SRG                 | مجهول            | [ 14 ]        |
| سويسرا    | TSR                 | مجهول            | [ 14 ]        |
| سويسرا    | Radio Beromünster   | مجهول            | [ 9 ]         |
| سويسرا    | Radio Sottens ‏      | مجهول            | [ 9 ]         |
| سويسرا    | Radio Monte Ceneri ‏ | مجهول            | [ 9 ]         |

| الدولة          | المذيعين               | المعلقون              | Ref(s)       |
| --------------- | ---------------------- | --------------------- | ------------ |
| النمسا          | ORF                    | مجهول                 | [ 15 ]       |
| الدنمارك        | Statsradiofonien TV    | Jens Frederik Lawaetz | [ 16 ]       |
| المملكة المتحدة | BBC Television Service | Wilfrid Thomas        | [ 17 ] [ 3 ] |